# Міхаель Шумахер
Міхае́ль Шума́хер (нім. Michael Schumacher; нар. 3 січня 1969, Гюрт-Гермюльгайм, Німеччина) — семиразовий чемпіон світу, володар численних рекордів «Формули-1», один з найуспішніших пілотів. У пресі його часто називають «Червоним бароном», або просто «Шумі». Шумахер отримав прізвисько «Червоний барон» через віддалену зовнішню схожість, червоний колір боліда «Ferrari» і власну непереможність. У Першу світову війну «Червоним бароном» звали найкращого аса війни — барона Манфреда фон Ріхтгофена, який літав на аероплані червоного кольору.

## Юність
Кар'єра гонщика почалася для Міхаеля з водіння карта, побудованого його батьком, керівником місцевого автодрому картингу. У 12 років він отримав свою першу ліцензію гонщика, і почав виступи в офіційних змаганнях. Між 1984 і 1987 роками Міхаель виграв декілька німецьких і європейських чемпіонатів по картингу, включаючи серію «Формула Кьоніг». У 1990 році дістав титул чемпіона у німецькій «Формулі-3». У 1991 році продовжує сходження по сходах успіху, ганяючись в японській «Формулі-3000». На початку 1990-х в якості хобі брав участь у чемпіонаті «German Touring Car», вигравши гонки у Мехіко і Аутополісі.

## Дебют
У 1991 році Еді Джордан запросив Шумахера виступити за свою команду «Jordan», на Гран-прі Бельгії, де Міхаель вразив усіх, кваліфікувавшись сьомим у своєму першому виступі на машині «Формули-1». Наступну гонку він провів вже за команду «Benetton-Ford», де і показав свій потенціал.
У 1992 році Міхаель виграв свою першу гонку в «Формулі-1» (знову на Гран-прі Бельгії). Цього року він завершив чемпіонат на 3-му місці.
У 1994 році Шумахер виграв свій перший чемпіонат за команду «Benetton», випередивши Деймона Гілла всього на одне очко після скандально відомого зіткнення з ним в останній гонці. У 1995 році він відстояв свій титул, випередивши найближчого суперника (ним знову був Деймон Хілл) вже на 30 очок. Це був одночасно і перший Кубок конструкторів для команди «Benetton», і єдиний.
До того часу Міхаель вже мав 17 перемог, 21 подіум, і 10 поул-позишн. За 31 гран-прі він лише один раз фінішував четвертим.

## «Феррарі»
У 1996 році Шумахер підписує контракт з «Ferrari». До того часу команда вже 13 років не вигравала Кубок конструкторів. У 1997 році він знову був на крок від титулу, але зіткнувся з головним претендентом на титул Жаком Вільневом, був дискваліфікований як за умисний контакт і виключений з протоколу всього чемпіонату з втратою всіх очок. Після декількох років спільної роботи, в 1999 році, Міхаель допоміг Феррарі дістати титул найкращої, вперше з 1983 року, команди. Але аварія на гран-прі Великої Британії, в якій він зламав ногу, перешкодила йому стати чемпіоном світу утретє. Після аварії Шумахер був вимушений пропустити 6 наступних Гран-прі. Але вже 2000 року Міхаель здобуває свій третій чемпіонський титул, після 21 року очікування для «Ferrari».

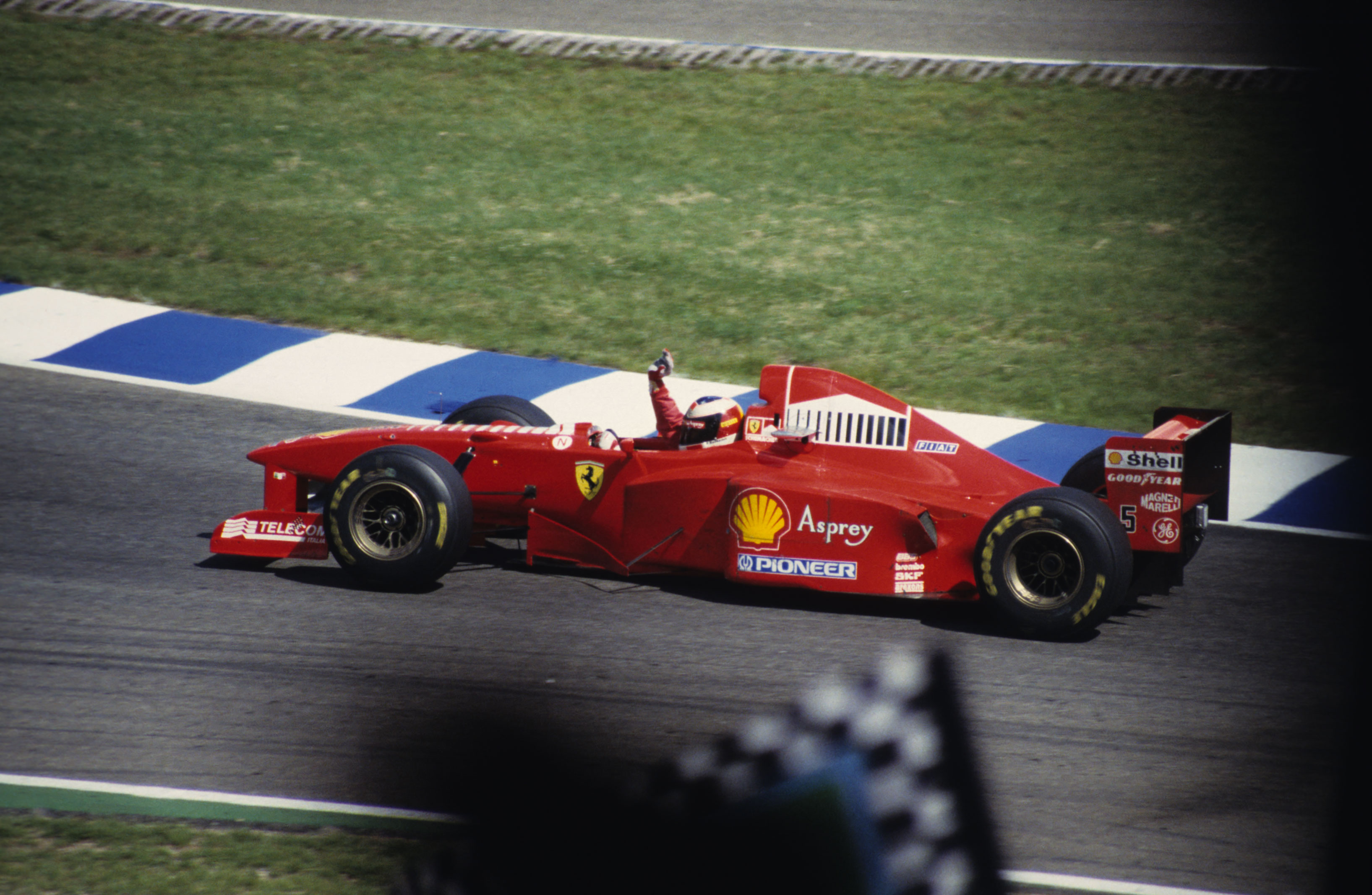
Шумахер святкує друге місце на Гран-Прі Німеччини 1997.

У 2001 році Шумахер виграв свій четвертий титул і побив рекорд Алена Проста за кількістю виграних гран-прі.
У 2002 році Міхаель домінував впродовж всього чемпіонату, вигравши 11 з 17 гран-прі, (а всього його команда була першою у 15 гонках) і завоював свій п'ятий титул чемпіона, зрівнявшись з рекордом Хуана Мануеля Фанхіо.

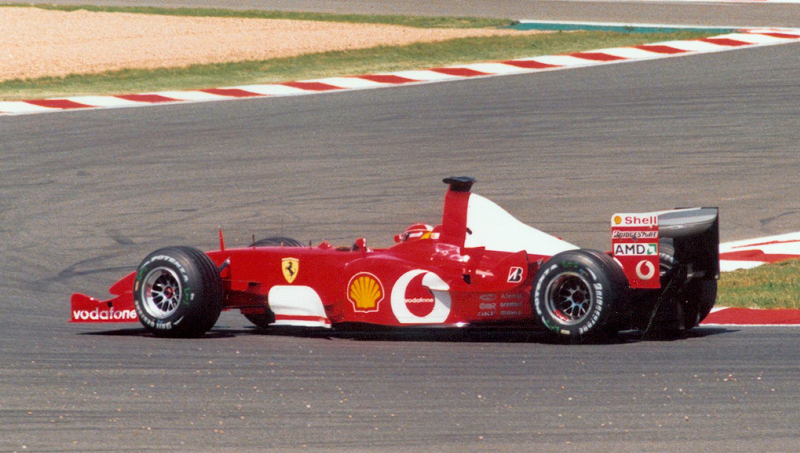
Шумахер на Scuderia Ferrari Marlboro F2002 на Гран-Прі Франції 2002.

У 2003 рекорд Фанхіо був побитий — Шумахер завоював шостий титул.
Вигравши 12 з 13 перших гран-прі 2004 року Шумахер достроково став чемпіоном світу всьоме, що стало ще одним рекордом «Формули 1».
10 вересня 2006 року стало відомо, що семикратний чемпіон світу по автоперегонах у класі «Формула 1» Міхаель Шумахер піде зі спорту після закінчення цього сезону. Про це повідомила команда «Феррарі». 

## Участь у мотогонках
Брав участь у мотогонках 2009 року.

## Повернення до F1:Mercedes
У липні 2009 року стало відомо про можливе повернення Міхаеля Шумахера в «Формулу-1». Передбачалося, що на 11-му етапі чемпіонату «Формули-1», який мав пройти у Валенсії 21-23 серпня, Шумахер замінить у складі «Феррарі» бразильця Феліпе Массу, що потрапив в аварію на Гран-прі Угорщини.
Проте в серпні Міхаель Шумахер заявив, що не зможе повернутися в «Формулу-1». Причиною стали виявлені проблеми зі здоров'ям. За словами Шумахера, травма шиї, яку він отримав в лютому під час тестів на мотоциклі, не дозволить йому вийти на старт, оскільки під час гонки пілот випробовує величезні перевантаження, які найбільше тиснуть на шию.
Однак 23 грудня 2009 року Міхаель Шумахер підписав контракт з «Мерседесом» на участь в «Королівських гонках» в сезоні 2010 року[джерело?].
Контракт розрахований на три роки, щорічно Міхаель Шумахер отримуватиме від Мерседеса 7 млн євро. Порівняно з тим, що наприкінці своєї кар'єри в Ferrari Міхаель отримував за свою роботу 25 мільйонів € щорічно, Mercedes купив Шумахера «дуже дешево» — зауважує німецький часопис «Франкфуртер Рундшау»

### Реакція вболівальників
Рішення М. Шумахера перейти до конкурентів викликало в штаб-квартирі Ferrari в Маранелло глибоке розчарування.
- «Це зовсім не той Шумахер, якого я знаю» — сказав шеф Ferrari Лука ді Монтецемоло (Luca di Montezemolo)[3]

Багато італійських часописів у передріздвяні дні критикували колишнього ідола.
- «Corriere dello Sport»: «Для Ferrari це удар нижче пояса. Шумі повертається, щоб всіх бити».
- «Gazzetta»: «Якщо Шумахер виграватиме проти Феррарі, це буде національною драмою».
- «Il Manifesto» узагальнює настрій італійських фанів F1-Fans словами: «Це повернення смердить».
- «La Repubblica» на титульній сторінці йде ще далі: «Ferrari сита по горло: З цього дня Шумі — ворог»[4]
- «La Gazzetta di Modena»: «Знову льодовиковий період в Маранелло. Канібал повертається»

Міхаель Шумахер написав своїм італійськім вболівальникам відкритого листа: 
«…протягом 14 років я був часткою Ferrari, 14 років Ferrari була часткою мене. Велика частка Ferrari лишиться в моєму серці»
- «Tuttosport» єхидно коментує його листа до вболівальників: «Шумі вибачається в своєму листі перед фанами за те, що він знову став німцем.»[6]

### Реакція робітників Мерседеса
Взяті на себе мільйонні зобов'язання Мерседеса щодо Шумахера наштовхнулися на критику з боку профспілки робітників концерну. З одного боку рада директорів Даймлера проголошує жорсткий курс на економію, частково скорочує або переносить виробництво за кордон — в країни з більш дешевою робочою силою. З іншого боку Мерседес зненацька обважує себе подібними мільйонними угодами. «Це зустрічає непорозуміння, це важко пояснити людям». Переконливого обґрунтування своїх дій рада Даймлера не дала. «Нас продано як інвестиції майбутнього… Робітники концерну схильно би сприйняли вихід Мерседеса з Формули 1» — підкреслив голова ради профспілки Мерседесу з Бремена Уве Вернер.

### Відновлення кар'єри в перегонах
У кваліфікації Гран-прі Бахрейну-2010, що відбулася 13 березня 2010 року на трасі Сахір, Міхаель Шумахер став сьомим, показавши у вирішальному заїзді час 1:55.524. У гонці, що відбудеться 14 березня о 14 годині за київським часом, він стартуватиме з четвертого ряду поруч із торішнім чемпіоном Дженсоном Баттоном.

## Нещасний випадок у грудні 2013
29 грудня 2013 року Міхаель Шумахер, катаючись на лижах разом зі своїм сином на курорті Мерібель, що у Французьких Альпах, впав та вдарився головою об прихований снігом камінь. Він катався за межами визначеної безпечної зони. Як свідчить відео, зняте випадковим свідком на мобільний телефон, швидкість під час падіння була невеликою, близько 20 км/год. А при падінні Шумахер перевернувся в повітрі і вдарився головою. Від удару захисний шолом розколовся навпіл, Шумахер отримав важкі травми голови. Він був підібраний двома рятувальниками та на гелікоптері терміново доставлений у шпиталь в Мутьє, а згодом в Університетський госпіталь у Греноблі, який спеціалізується на травмах голови. Згодом, ввечері того ж дня, було повідомлено, що Міхаель Шумахер знаходиться в комі у критичному, але стабільному стані, через черепно-мозкову травму. Було проведено нейрохірургічну операцію, щоб знизити тиск на мозок.

### Одужання
16 червня 2014 року менеджер спортсмена Сабіне Кем заявила: «Міхаель покинув лікарню в Греноблі, щоб продовжити тривалий курс реабілітації. Він більше не в комі». Вона також попросила журналістів поставитися до ситуації з розумінням та повідомила, що реабілітація Шумахера буде проходити далеко від громадськості в лікарні, назва та місце розташування якої не розголошується.
9 вересня 2014 року Сабіне Кем повідомила, що Шумахер повернувся додому і його реабілітація буде проходити вдома на власній віллі на березі Женевського озера. Сім'я спортсмена обмежила контакти з пресою.
28 листопада 2018 року подробиці про стан Шумахера розповів архієпископ Георг Генсвайн. Він відвідав спортсмена та зазначив, що той залишається «тим самим Міхаелем Шумахером», а також високо оцінив підтримку хворого з боку сім'ї.
17 грудня 2018 року стало відомо, що Міхаель Шумахер вже самостійно дихає, може пересуватися та переселився з обладнаного медичного блоку до загальної частини будинку. За даними британських журналістів, Шумахеру потрібен постійний догляд і терапія, медичні послуги обходяться в 50 тисяч фунтів стерлінгів на тиждень.
9 вересня 2019 року Міхаеля Шумахера таємно привезли із Швейцарії до одної з паризьких клінік, у відділення серцево-судинної хірургії; при транспортуванні обличчя і тіло спортсмена були закриті. Гонщика супроводжував хірург-кардіолог, фахівець із лікування серцевої недостатності Філіп Менаше. Згодом виявилося, що спортсмену зробили експериментальну операцію із пересадження впровадженню стовбурових клітин у серцеву тканину.
Родина спортсмена, турбуючись про нього, не повідомляє про стан його здоров'я. 13 листопада 2019 року менеджер Шумахера Віллі Вебер повідомляв, що дружина гонщика не дозволяє йому зустрітися з клієнтом.
У січні 2020 року нейрохірург Нікола Аччаррі розповів про зміни в стані Шумахера. На його думку, не варто довіряти всій інформації ЗМІ: «Черепно-мозкова травма і тривале перебування на лікарняному ліжку не могли не змінити його», — повідомив Аччаррі.
На початку червня 2020 року повідомили, що Міхаель Шумахер найближчим часом перенесе нову експериментальну операцію, спрямовану на відновлення нервової системи спортсмена.

## Сім'я
У 1995 році Міхаель одружився з Коріні Бетч. У 1997 народилася дочка Джіна-Марія і в 1999 — син Мік. Сім'я живе в Швейцарії, недалеко від Женевського озера. Поза гонками можна відзначити захоплення Міхаеля футболом.
Брат Міхаеля — Ральф також став відомим автогонщиком.

## Цікаві факти
- У 2008 році Швейцарська футбольна асоціація обрала Шумахера послом Швейцарії на чемпіонат Європи з футболу 2008 року.
- Чемпіон спорту ЮНЕСКО (2002)[19]

## Рекорди
- Чемпіонські титули: 7
- Найшвидші кола: 77, з них 5 поспіль
- Перемоги: усього 91, з них 7 поспіль
- Перемоги за один сезон: 13
- Перемоги за одну команду: 72 («Ferrari»)
- Подіуми: усього 155, з них 19 поспіль
- Подіумів за сезон: 17
- Подіумів за одну команду: 116 («Ferrari»)
- Очок усього 1369, фінішів у очковій зоні поспіль — 24
- Очок за один сезон: 148
- Час між першою і останньою перемогою: 13 років, 11 місяців, 3 дні
- Поул-позішн: усього 68, з них 7 поспіль
- Поул-позішн за одну команду: 58 («Ferrari»)
- Дублі: 40
- Хет-триків: 22
- Лідирування зі старту до фінішу: 11
- Великі шоломи: 5
- Кіл: усього 13.909, з них лідирування — 5.109
- Кілометрів: усього 81.209,07, з них лідером — 24.153,11

## Повна таблиця результатів
| Приклад      | Опис                                                              |
| ------------ | ----------------------------------------------------------------- |
| 1            | Переможець                                                        |
| 2            | Друге місце                                                       |
| 3            | Третє місце                                                       |
| 5            | Фінішував у очковій зоні                                          |
| 12           | Фінішував поза очковою зоною                                      |
| НКЛ          | Фінішував, але не класифікований                                  |
| Схід         | Не фінішував і не класифікований                                  |
| НКВ          | Не кваліфікований                                                 |
| НПКВ         | Не передкваліфікований                                            |
| ДСК          | Дискваліфікований                                                 |
| ТТР          | Брав участь тільки в тренуваннях                                  |
| тест         | Тестер по п'ятницях (з 2003 року)                                 |
| НС           | Брав участь у Гран-прі як бойовий пілот, але не стартував у гонці |
| Т            | Травмований чи хворий                                             |
| Викл         | Виключений із протоколу                                           |
| Від          | Відмова від участі                                                |
| НТР          | Не брав участі в тренуваннях                                      |
| НПР          | Не прибув на Гран-прі                                             |
| С            | Гонка скасована                                                   |
|              | Не брав участі                                                    |
| Жирний шрифт | Поул-позиція                                                      |
| Курсив       | Швидке коло                                                       |

Жирним шрифтом позначені етапи, на яких гонщик стартував з поулу.
Курсивом позначені етапи, на яких гонщик мав найшвидше коло.
| Рік  | Команда           | 1        | 2     | 3        | 4        | 5        | 6        | 7        | 8        | 9        | 10       | 11       | 12       | 13       | 14       | 15       | 16       | 17       | 18    | 19       | Місце в чемпіонаті | Очки в чемпіонаті |
| ---- | ----------------- | -------- | ----- | -------- | -------- | -------- | -------- | -------- | -------- | -------- | -------- | -------- | -------- | -------- | -------- | -------- | -------- | -------- | ----- | -------- | ------------------ | ----------------- |
| 1991 | Джордан* Бенеттон | USA -    | BRA - | SMR -    | MON -    | CAN -    | MEX -    | FRA -    | GBR -    | GER -    | HUN -    | BEL Схід | ITA 5    | POR 6    | ESP 6    | JPN Схід | AUS Схід |          |       |          | 14                 | 4                 |
| 1992 | Бенеттон          | RSA 4    | MEX 3 | BRA 3    | ESP 2    | SMR Схід | MON 4    | CAN 2    | FRA Схід | GBR 4    | GER 3    | HUN Схід | BEL 1    | ITA 3    | POR 7    | JPN Схід | AUS 2    |          |       |          | 3                  | 53                |
| 1993 | Бенеттон          | RSA Схід | BRA 3 | EUR Схід | SMR 2    | ESP 3    | MON Схід | CAN 2    | FRA 3    | GBR 2    | GER 2    | HUN Схід | BEL 2    | ITA Схід | POR 1    | JPN Схід | AUS Схід |          |       |          | 4                  | 52                |
| 1994 | Бенеттон          | BRA 1    | PFC 1 | SMR 1    | MON 1    | ESP 2    | CAN 1    | FRA 1    | GBR ДСК  | GER Схід | HUN 1    | BEL ДСК  | ITA      | POR      | EUR 1    | JPN 2    | AUS Схід |          |       |          | 1                  | 92                |
| 1995 | Бенеттон          | BRA 1    | ARG 3 | SMR Схід | ESP 1    | MON 1    | CAN 5    | FRA 1    | GBR Схід | GER 1    | HUN Схід | BEL 1    | ITA Схід | POR 2    | EUR 1    | PFC 1    | JPN 1    | AUS Схід |       |          | 1                  | 102               |
| 1996 | Феррарі           | AUS Схід | BRA 3 | ARG Схід | EUR 2    | SMR 2    | MON Схід | ESP 1    | CAN Схід | FRA НС   | GBR Схід | GER 4    | HUN 9    | BEL 1    | ITA 1    | POR 3    | JPN 2    |          |       |          | 3                  | 59                |
| 1997 | Феррарі           | AUS 2    | BRA 5 | ARG Схід | SMR 2    | MON 1    | ESP 4    | CAN 1    | FRA 1    | GBR Схід | GER 2    | HUN 4    | BEL 1    | ITA 6    | AUT 6    | LUX Схід | JPN 1    | EUR Схід |       |          | ДСК**              | 78                |
| 1998 | Феррарі           | AUS Схід | BRA 3 | ARG 1    | SMR 2    | ESP 3    | MON 10   | CAN 1    | FRA 1    | GBR 1    | AUT 3    | GER 5    | HUN 1    | BEL Схід | ITA 1    | LUX 2    | JPN Схід |          |       |          | 2                  | 86                |
| 1999 | Феррарі           | AUS 8    | BRA 2 | SMR 1    | MON 1    | ESP 3    | CAN Схід | FRA 5    | GBR НС   | AUT Т    | GER Т    | HUN Т    | BEL Т    | ITA Т    | EUR Т    | MAL 2    | JPN 2    |          |       |          | 5                  | 44                |
| 2000 | Феррарі           | AUS 1    | BRA 1 | SMR 1    | GBR 3    | ESP 5    | EUR 1    | MON Схід | CAN 1    | FRA Схід | AUT Схід | GER Схід | HUN 2    | BEL 2    | ITA 1    | USA 1    | JPN 1    | MAL 1    |       |          | 1                  | 108               |
| 2001 | Феррарі           | AUS 1    | MAL 1 | BRA 2    | SMR Схід | ESP 1    | AUT 2    | MON 1    | CAN 2    | EUR 1    | FRA 1    | GBR 2    | GER Схід | HUN 1    | BEL 1    | ITA 4    | USA 2    | JPN 1    |       |          | 1                  | 123               |
| 2002 | Феррарі           | AUS 1    | MAL 3 | BRA 1    | SMR 1    | ESP 1    | AUT 1    | MON 2    | CAN 1    | EUR 2    | GBR 1    | FRA 1    | GER 1    | HUN 2    | BEL 1    | ITA 2    | USA 2    | JPN 1    |       |          | 1                  | 144               |
| 2003 | Феррарі           | AUS 4    | MAL 6 | BRA Схід | SMR 1    | ESP 1    | AUT 1    | MON 3    | CAN 1    | EUR 5    | FRA 3    | GBR 4    | GER 7    | HUN 8    | ITA 1    | USA 1    | JPN 8    |          |       |          | 1                  | 93                |
| 2004 | Феррарі           | AUS 1    | MAL 1 | BHR 1    | SMR 1    | ESP 1    | MON Схід | EUR 1    | CAN 1    | USA 1    | FRA 1    | GBR 1    | GER 1    | HUN 1    | BEL 2    | ITA 2    | CHN 12   | JPN 1    | BRA 7 |          | 1                  | 148               |
| 2005 | Феррарі           | AUS Схід | MAL 7 | BHR Схід | SMR 2    | ESP Схід | MON 7    | EUR 5    | CAN 2    | USA 1    | FRA 3    | GBR 6    | GER 5    | HUN 2    | TUR Схід | ITA 10   | BEL Схід | BRA 4    | JPN 7 | CHN Схід | 3                  | 62                |
| 2006 | Феррарі           | BHR 2    | MAL 6 | AUS Схід | SMR 1    | EUR 1    | ESP 2    | MON 5    | GBR 2    | CAN 2    | USA 1    | FRA 1    | GER 1    | HUN 8    | TUR 3    | ITA 1    | CHN 1    | JPN Схід | BRA 4 |          | 2                  | 121               |

* Шумахер виступав за Джордан тільки на одному Гран-прі Бельгії
** Шумахер був дискваліфікований у чемпіонаті 1997 року через небезпечну їзду на Гран-прі Європи, де він спровокував зіткнення, якого можна було уникнути, з Вільневом. Його очки дозволили б йому посісти друге місце за результатами року.